# ヤン・ファン・バーレン
ヤン・ファン・バーレン（Jan van Balen、1611年7月21日 - 1654年3月14日）はフランドルの画家である。歴史画、寓意画、風景画、風俗画を描いた。

## 略歴
アントウェルペンで生まれた。父親のヘンドリック・ファン・バーレン(1575–1632)も歴史画や宗教画を描き、有名な画家アンソニー・ヴァン・ダイクらの教師であったことでも知られる画家である。弟のガスパード・ファン・バーレン（Gaspard van Balen:1615–1641）、ヘンドリック・ファン・バーレン(2世)（Hendrick van Balen: 1623–1661）も画家になり、妹は画家、テオドール・ファン・テュルデンと結婚した。
父親から絵を学び、1631年にアントウェルペンの聖ルカ組合に徒弟として登録され、1639年か1640年に親方として登録された。スペインの王子でスペイン領ネーデルラント総督のフェルナンド枢機卿のアントウェルペン入城を歓迎するための凱旋門などの装飾をピーテル・パウル・ルーベンス(1577-1640)の指揮下で兄弟たちやエラスムス・クェリヌスと行った 。
1639年に弟のガスパードとイタリアに旅し、2人はローマで働いたが、1641年弟がローマで亡くなると、ヤンはアントウェルペンに帰った。1642年に結婚するが翌年、妻は最初の子供が生まれて程なく亡くなった。
父親やルーベンスと共作したことで知られるヤン・ブリューゲル (子)(1601-1678)とも共作したことが知られ、父親とヤン・ブリューゲル (父)がかつて共作した作品をもとに、制作されたものもあった。いくつかの共作作品でヤン・ファン・バーレンは人物を描いたことが知られている。また父親とブリューゲル (父)が共作で始めた、中央に人物を描き周囲を花環で囲むスタイルの絵画も共作した。

## 作品

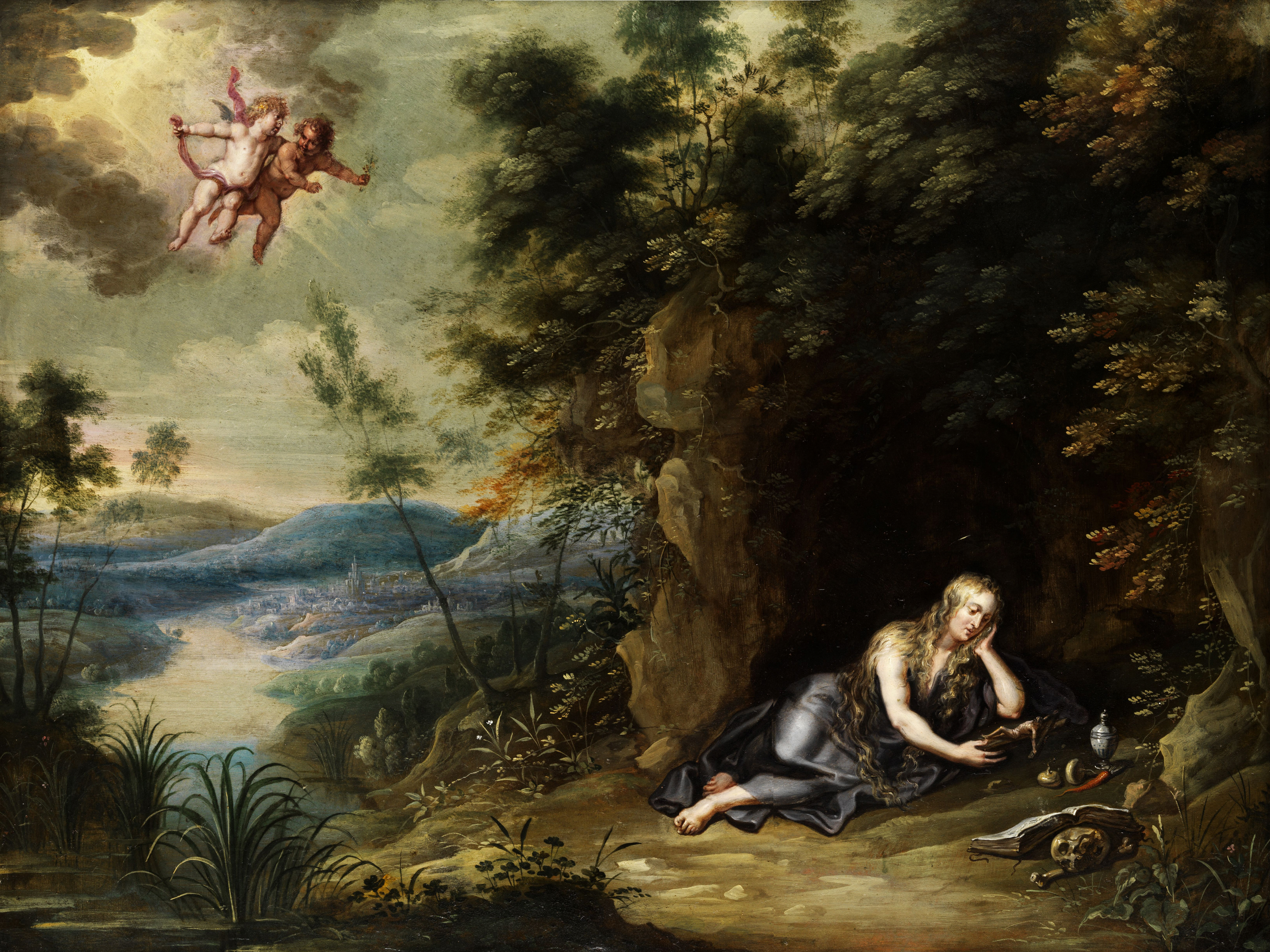
隠者としてのマグダラのマリア
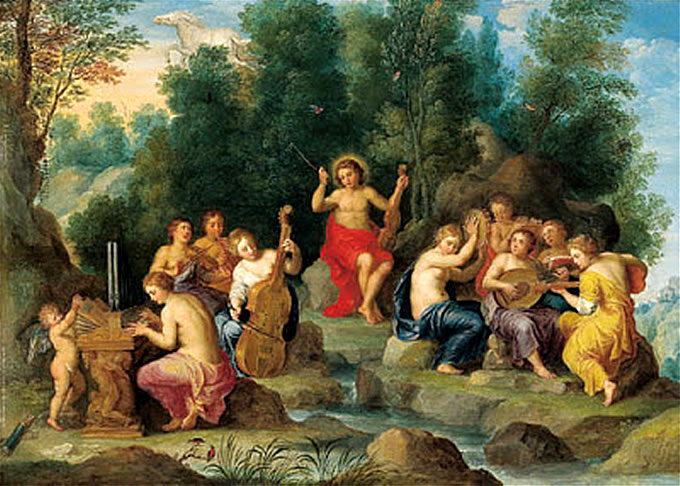
ヘリコン山のアポロンとミューズ
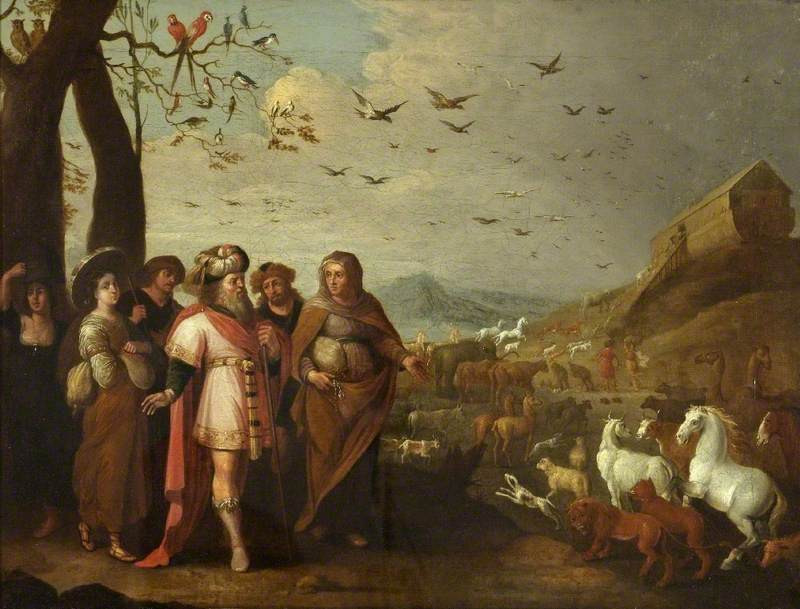
ノアと箱船

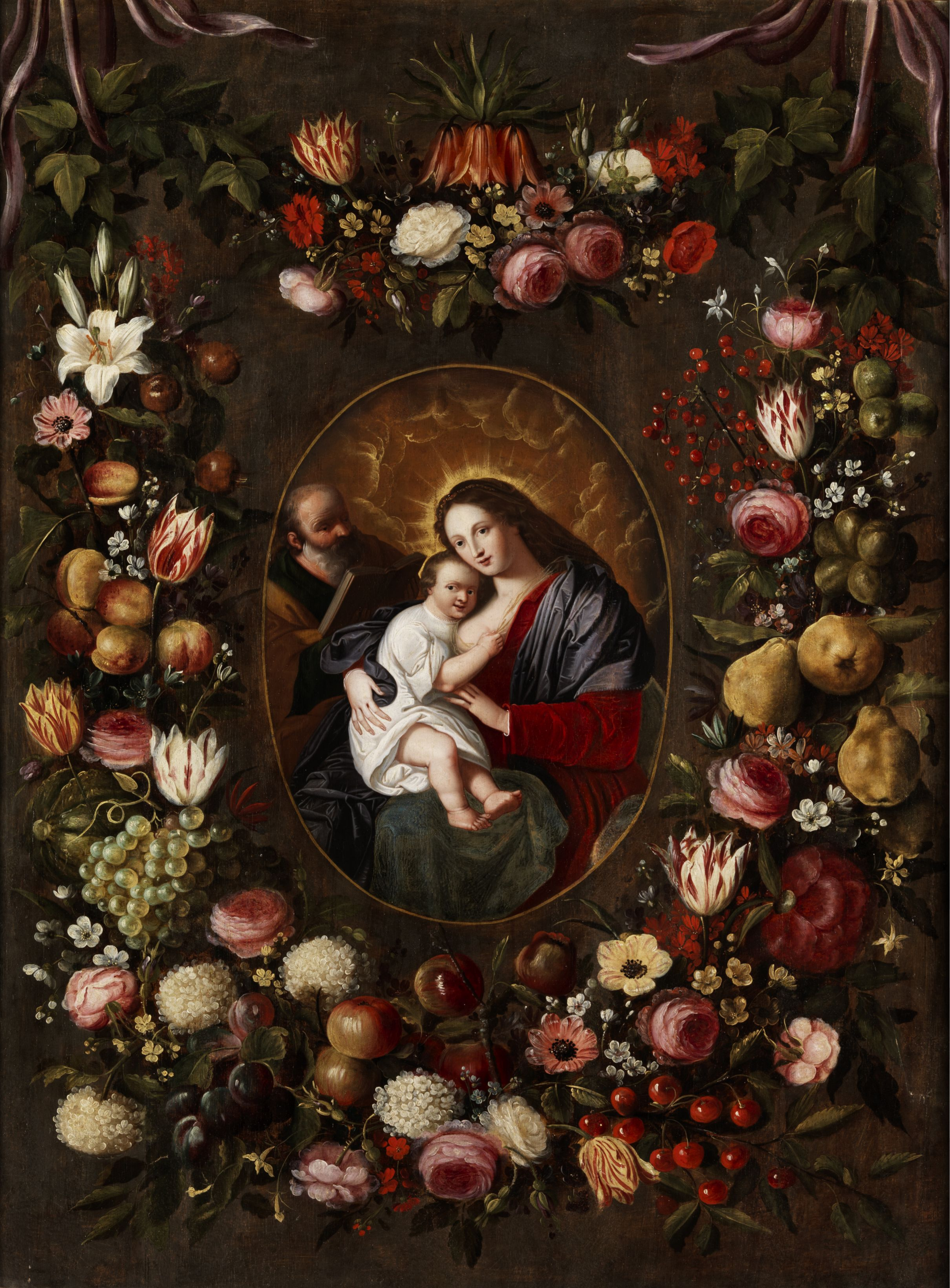
ブリューゲル (子)との共作、花環と聖家族
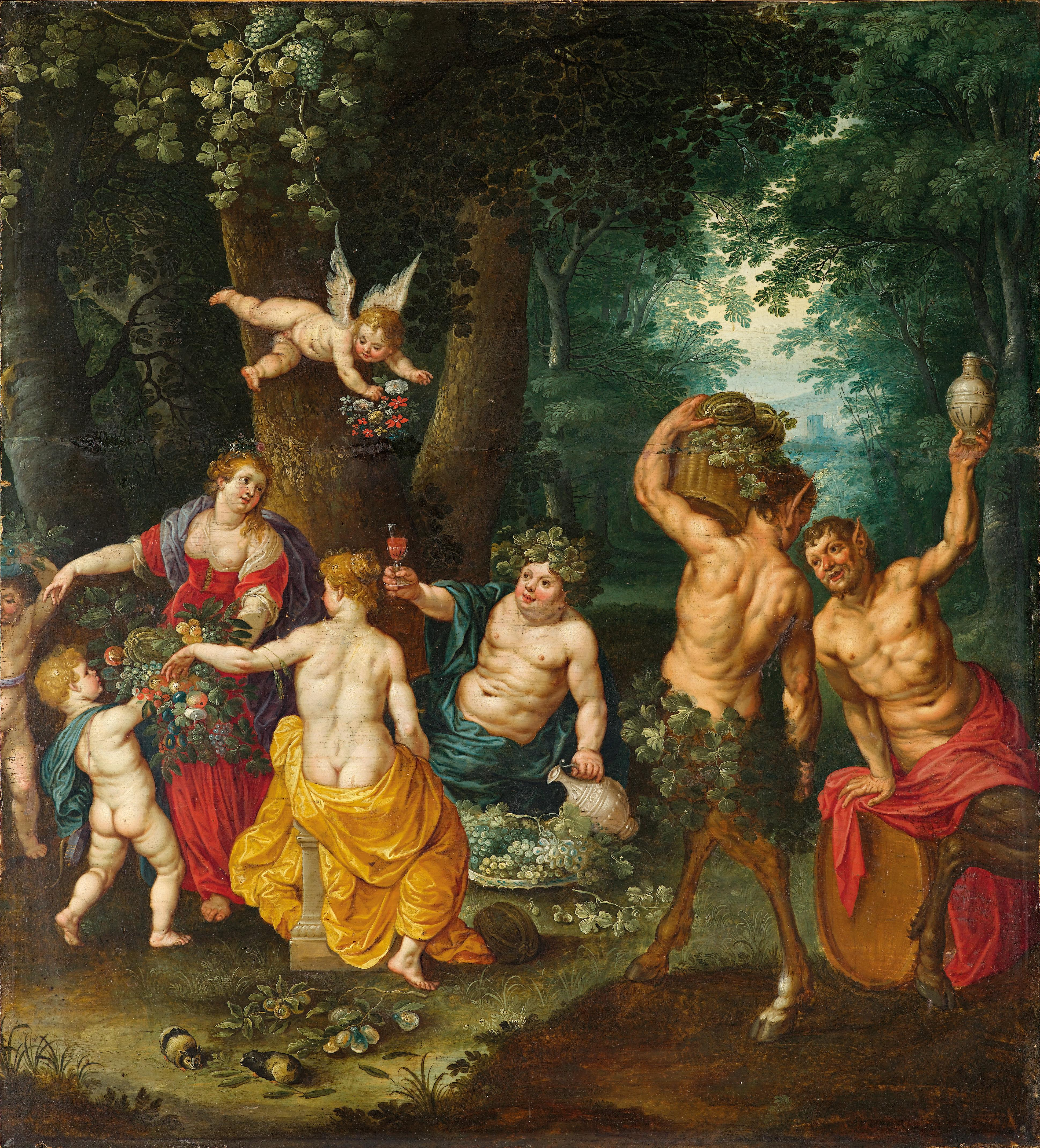
ブリューゲル (子)との共作、『 バッカスの祭 』
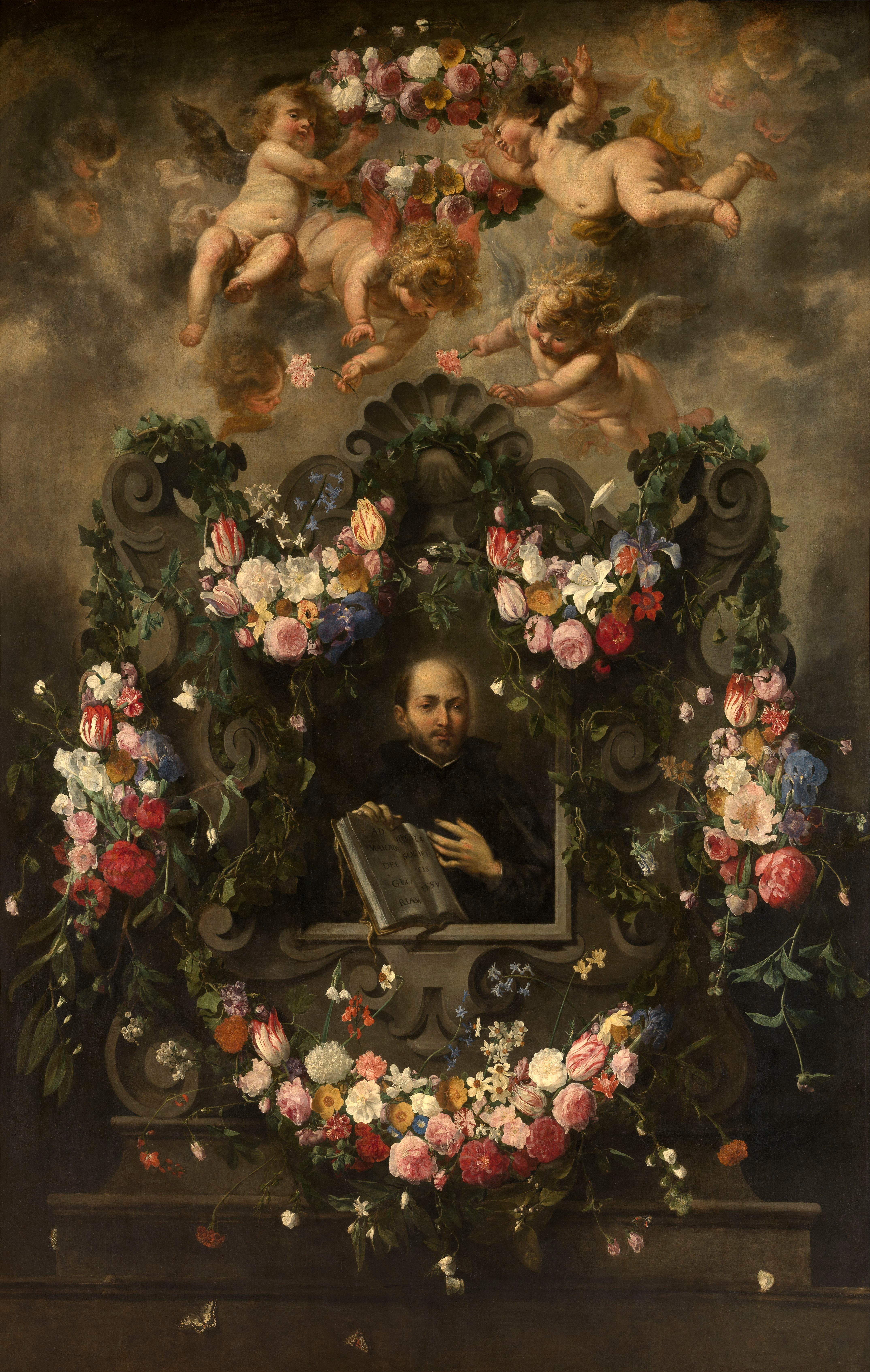
セーヘルスとの共作とされる「花環の中の聖イグナチオ」 アントワープ王立美術館蔵
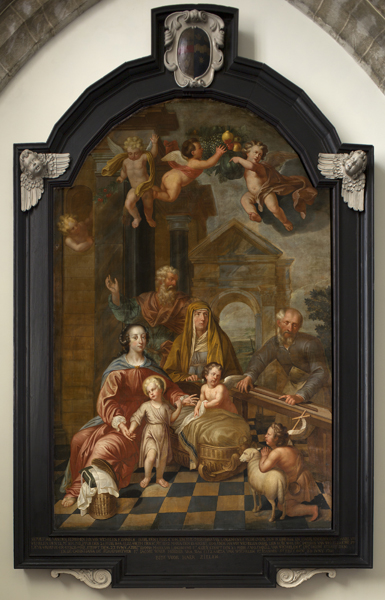
デンデルモンデの教会の装飾画「聖家族」